# Portulaca mucronata
Portulaca mucronata är en portlakväxtart som beskrevs av Hort. Vindob. och Heinrich Friedrich Link. Portulaca mucronata ingår i släktet portlaker, och familjen portlakväxter. Utöver nominatformen finns också underarten P. m. paraguariensis.